# Hadena albitela
Hadena albitela är en fjärilsart som beskrevs av Druce 1908. Hadena albitela ingår i släktet Hadena och familjen nattflyn. Inga underarter finns listade i Catalogue of Life.